# Philippe Clerc-la-Salle
Philippe Clerc-la-Salle est un homme politique français né le 15 février 1795 à Niort (Deux-Sèvres) et mort le 2 octobre 1863 à Deyrançon (Deux-Sèvres).

## Biographie
Fils de Pierre Alexandre Clerc-la-Salle, député, il est avocat et fonde un journal d'opposition libérale, "la sentinelle des Deux-Sèvres", ce qui lui vaut une condamnation pour faits de presse en 1829. Secrétaire général de la préfecture des Deux-Sèvres en août 1830, il est député des Deux-Sèvres de 1831 à 1834, siégeant à gauche. Vice-président du tribunal de Niort en décembre 1833, il prend sa retraite en 1852. Il est le beau-père d'Amable Ricard, député et ministre de l'Intérieur.

## Sources
- « Dictionnaire des parlementaires français de 1789 à 1889 (Adolphe Robert, Edgar Bourloton et Gaston Cougny) », sur gallica BNF (consulté le 4 janvier 2014)